# Heino Ferch
Heino Ferch (Bremerhaven, 1963. augusztus 18. – ) német színpadi, film- és televíziós karakterszínész. Nevezetes szerepei közül említendő Caulaincourt márki a 2002-es Napóleon minisorozatban és Albert Speer alakítása A bukás – Hitler utolsó napjai című 2004-es világháborús filmdrámában.

## Élete

### Származása, ifjúsága
Édesapja a Potsdam Bebelsberg negyedéből származó Walter Joachim Ferch hajóskapitány. Édesanyja, született Erika Morath a Fekete-erdő déli részén, Waldshutban született.
Tizenöt éves gimnazistaként már a bremerhaveni Városi Színház (Stadttheater) színpadán szerepelt a Can-Can című musicalben, melyet a Bajor Állami Operaház egykori szólótáncosa, Franz Baur-Pantouiler vitt színre. A következő években a Német Szövetségi Tornász Liga igazolt tagjaként szertorna bajnokságokon vett részt szerte Európában. 1987-ben befejezte tanulmányait salzburgi Mozarteumban, ahol színművészet mellett stepptáncot, balettet és éneket is tanult.

### Színészi pályája
1987–1990 között a berlini Volksbühne színház társulatában dolgozott, főként Hans Neuenfels igazgató és rendező keze alatt. A televízióban is megjelent, Heinrich von Kleist Az eltört korsó című színművének közvetítésekor, Ruprecht szerepében, Heinz Schirk rendezésében. 
1990–1994 között a berlini Schiller-színház tagja volt, ahol Alfred Kirchner és Alexander Lang színész-rendezőktől tanult. Vendégszerepelt a milánói Scalában és a bécsi Burgtheaterben is. 1992-ben Berlin-Charlottenburgban, a Theater des Westens színházban egy teljes évadon át játszott Heinrich Mann Kék angyal színművében, Peter Zadek rendezésében. Az 1990-es évek végén a színháztól munkától átment a film- és televíziós munkára.
Filmes pályafutása során számos jónevű német és osztrák filmrendezővel dolgozott együtt, így Volker Schlöndorffal, Peter Schamonival, Nico Hofmannal, Roland Suso Richterrel, Tom Tykwerrel, Joseph Vilsmaierrel, Sherry Hormannnal, Uli Edellel, Matti Geschonneckkel, Helmut Dietllel, Margarethe von Trottával, Oliver Hirschbiegellel és másokkal. Heiko Schier filmrendező révén megismerkedett Uwe Janson író-forgatókönyvíróval, aki több szerepet is írt számára.
1988-ban egy apró mellékszereppel debütált Peter Schamoni rendező Schloß Königswald című háborús vígjátékában. 1989-ben játszotta első komolyabb szerepét, Klaus Asmust a Wedding című filmben, amely Berlinben játszódik, a német újraegyesítést követő napokban. Későbbi pályája során Ferch sokat és szívesen szerepelt berlini történéseket feldolgozó produkciókban. 1994-ben játszott A rendőrség száma 110 bűnügyi sorozat egyik epizódjában. 1995-ben Tom Toelle rendezővel a Deutschlandlied sorozatban. 1996-ban Volker Schlöndorff A rémkirály című filmdrámájában egy náci nevelőintézet SS-főtisztjét alakította, ezzel felkeltette a kritikusok érdeklődését.
Nagy színészi áttörése 1997-ben sikerült két drámai főszereppel. Joseph Vilsmaier zenés filmdrámájában, a Comedian Harmonists-ben, mely a hasonnevű énekegyüttes felemelkedését mutatta be az 1930-as évek Németországában, Ferch Roman Cycowski baritonénekest alakította. Tom Tykwer Téli alvók című filmdrámájában Marcót, a síoktatót játszotta. Ettől kezdve sorban kapta a főszerepeket és jelentős társszerepeket.
1998-ban Tom Tykwer rendező A lé meg a Lola című fekete komédiájában Ronniet, a gemngsztert alakította. 2000-ben egy angol fekete thriller-komédiában, Buddy Giovinazzo rendező The Unscarred-jében remekelt. . 1999-ben ámokfutó idegenlégióst testesített meg Thomas Bohn rendező Az orvlövész című akciófilmjében. A Ferch által játszott karakter nagyon hasonlított Bruce Willis amerikai színészre, aki egy évvel korábban forgatta A kód neve: Merkúr című, hasonló jellegű akciófilmjét. Ferch-re ráragasztották a „német Bruce Willis” címkét, de ezt ő maga mindig távolságtartással kezelte. 2002-ben Heike Makatsch társaságában játszotta Uwe Janson német rendező Nachts im Park című krimiparódiájának egyik főszerepét.
Újabb három, Berlin válságos időszakait felidéző filmdrámában kapott fontos szerepeket. 2001-ben Roland Suso Richter rendező kétrészes tévéfilmjében, Az alagútban, a berlini fal alatt fúrt alagúton át menekülteket átsegítő Harry Melchiort játszotta. Alakításáért Arany Kamera díjjal tüntették ki. 2004-ben Oliver Hirschbiegel rendező A bukás – Hitler utolsó napjai című háborús filmdrámájában a Német Birodalom főépítészét, Albert Speert alakította. 2005-ben Dror Zahavi rendező kétrészes tévéfilmjében, a Légihíd – Haragos égbolt-ban, mely az Berlin 1948-as szovjet blokádjáról szól, Turner amerikai tábornokot, a légihíd egyik fő szervezőjét játszotta. Kritikusok kiemelték egyéni színészi játékát. Egyszerű színészi eszközökkel, visszafogott mimikával, széles gesztusok nélkül, mégis hiteles és kifejező módon képes dolgozni.
2005-ben dicsérő kritikákat kapott a vilniusi gettó zsidó vezetőjének, Jacob Gensnek alakításáért, Audrius Juzėnas litván rendező Gettó című filmjének főszereplőjeként. A filmet Joshua Sobol izraeli író színművéből készült. 2006-ban a berlini fal építéséről szóló Die Mauer – Berlin ’61 című tévéfilmben egy berlini építőmunkást játszott, e szerepért 2008-ban Jupiter-díjjal tüntették ki. 2007 végén Vanessa Jopp rendező karácsonyi filmvígjátékában, a Meine schöne Bescherung-ban egy féltékeny férjet alakított.

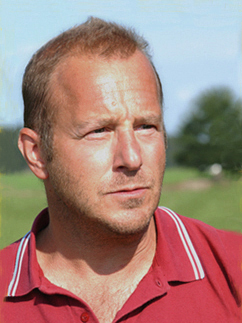
2007-ben

Ferch rendszeresen alakít különböző jellegű szerepeket olyan német és nemzetközi dokumentarista filmprodukciókban, amelyek a modern társadalom jelenségeit, eseményeit, bűnügyeit tárgyalják. 2005-ben rendőrnyomozót alakított Matti Geschonneck rendező Mord am Meer bűnügyi filmjében. A kanadai televízió Charles Binamé által rendezett 2008-as politikai thrillersorozatában (The Trojan Horse) Ferch a Német Szövetségi Hírszerző Szolgálat (BND) Kanadában dolgozó tisztjét alakította. A film cselekménye az USA által bekebelezett Kanadában játszódik, ahol a korábbi kanadai miniszterelnök versenybe száll az USA elnöki tisztségéért, ellenfelei ennek megakadályozására nemzetközi politikai összeesküvést szerveznek. Ugyancsak 2008-ban Ferch főszerepet kapott A Baader-Meinhof csoport című német dokumentarista filmben, ahol egy terrorlehárító nyomozótisztet, Horst Herold rendőrfőnök asszisztensét játszotta.
Ralf Huettner rendező 2010-es, több díjat nyert filmjében, a Vincent és a tenger-ben Ferch drámai főszerepet kapott, a beteg fiú enervált apját alakította, alakításáért 2011-ben Német Filmdíjra jelölték. 2010–2012 között a Hanni és Nanni sorozat első filmjeiben a címszereplők apját játszotta, Anja Kling társaságában. 2020–2021-ben az ARD televízió Liebe verjährt nicht és Liebe ist unberechenbar című romantikus filmvígjátékaiban Tanja Wedhorn mellett adta a férfi főszereplőt.
Népszerű német nyelvű tévésorozatok visszatérő szerepeiben is jól ismert. 2011–2021 között az osztrák ORF televízió Spuren des Bösen thrillersorozatában Brock kriminálpszichológust alakította. 
A német ZDF 2015 óta sugárzott Nordholm krimisorozatának Kessler felügyelőjeként szerepel napjainkban is. 2017–2024 között a német Das Erste tévécsatorna Allmen sorozatának címszereplőjét, Johann von Allmen zürichi magánzót alakította. A sorozat Martin Suter svájci író művei alapján készült. 
2017 óta játssza Ingo Thiel nyomozót a ZDF Ein Kind wird gesucht című krimisorozatában, és annak első pilotfilmjében is, melyet Urs Egger rendezett.
Sorozatszerepei mellett rendszeresen feltűnik nagy formátumú nemzetközi filmprodukciókban is, szerepelt Claude Berri rendező 1997-es Lucie Aubrac-ról szóló életrajzi filmjében. Vercingetorix arvernus királyt alakította Uli Edel 2002-es Julius Caesar-jában, ben, Caulaincourt márkit Yves Simoneau rendező 2002-es Napóleon című többrészes történelmi eposzában, főszerepet játszott Ágúst Guðmundsson izlandi rendező A sirály nevetése című 2001-es filmjében, Charles Binamé rendező 2005-ös Hunt for Justice című dokumentarista filmjében, mely a Nemzetközi Büntetőbíróság ügyészének, Louise Arborunak életét dolgozza fel. Pierre Aknine rendező 2005-ös A három testőr visszatér című kosztümös kalandfilmjében Athos szerepét játszotta. 2016-ban Gordian Maugg rendező Fritz Lang című életrajzi filmjében a címszereplőt, Fritz Lang német filmrendezőt alakította.

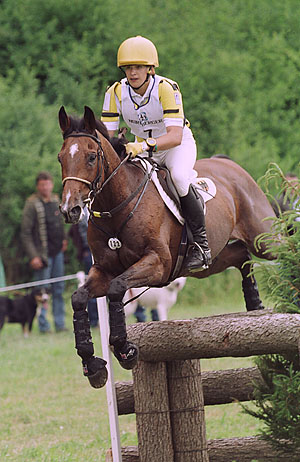
Korábbi felesége, Marie-Jeanette Steinle, Traque le Vent nevű lován (2007)

### Magánélete
1990–1999 között Suzanne von Borsody színésznővel, Eduard von Borsody filmrendező unokájával élt, akivel több filmben közösen is szerepeltek. Ezt követően Dr. Julia von Pufendorf berlini orvosnővel állt kapcsolatban, akitől egy Louisa nevű leánya is született.
2002-ben megismerkedett Marie-Jeanette Steinle (*1976) bajor lovastusa- és lovaspóló-versenyzőnővel, akivel 2005-ben összeházasodtak. Három közös gyermekük született, egy leány és két fiú: Ava Vittoria Mercedes, Gustav Theo Cian és Karl Theodor Josef. A két idősebb gyermek a lovaspóló-utánpótlás csapatban játszik. Ferch 1987–2007 között Berlinben lakott, 2007 után feleségének szűkebb hazájában, a felső-bajorországi Inning am Ammersee-ben élt családjával. 2024 szeptemberében a házasságot felbontották.

## Főbb filmszerepei
- 1985–1987: Az Öreg (Der Alte); tévésorozat; rendőr
- 1989: Wedding; Klaus
- 1991: …bis Montagmorgen; tévéfilm; Anja barátja
- 1991: Wer hat Angst vor Rot, Gelb, Blau?; tévéfilm; Müller
- 1992: Alles Lüge; képviselő
- 1992: Der Blaue Engel; filmmusical; Jan Kapusta
- 1994: Der letzte Kosmonaut; tévéfilm; Leonyid Popov szovjet űrhajós
- 1994: Barátnők (Freundinnen); tévéfilm; Peter
- 1994: Lauras Entscheidung; tévéfilm; Galreith vízmérnök   ----   Suzanne von Borsody-vaé
- 1995: Peter Strohm; tévésorozat; Manne Frohwein
- 1995: Nur der Sieg zählt; tévéfilm, Thomas Hendrichs
- 1996: Deutschlandlied; tévéminisorozat; Hanno
- 1995: Küß mich!; Johannes
- 1994–1995: A rendőrség száma 110 (Polizeiruf 110); tévésorozat; Uwe Rockstroh / Wolf Kleinhaupt
- 1995: Wer Kollegen hat, braucht keine Feinde; tévéfilm; Georg Meier
- 1995: Visum in den Tod – Die Russenhuren; tévéfilm; Klaus Rittner
- 1996: A rémkirály (Der Unhold); Raufeisen SS-tiszt, iskolaparancsnok
- 1997: Fényes nappal történt (Es geschah am hellichten Tag); tévéfilm; Hans Lederer
- 1997: Az élet egy kártyavár (Das Leben ist eine Baustelle); Hoffmann
- 1997: Lucie Aubrac; Klaus Barbie
- 1997: Haverok (Leben auf der Überholspur); tévéfilm, Weber
- 1997: Koma – Lebendig begraben; tévéfilm; Franky
- 1997: Téli alvók (Winterschläfer); Marco
- 1997: Comedian Harmonists; Roman Cycowski
- 1997: Der Schutzengel; tévéfilm; Marc Bittner
- 1997: Játssz az életedért! (Spiel um dein Leben); tévéfilm; Plato
- 1998: Widows – Erst die Ehe, dann das Vergnügen; Vince
- 1998: Két kakas, két liba, négy galiba (2 Männer, 2 Frauen - 4 Probleme!?); Nick
- 1998: Fordul a kocka (Single sucht Nachwuchs); tévéfilm; Robert Breuer
- 1998: A lé meg a Lola (Lola rennt); Ronnie
- 1998: Halálos barátság (Todfeinde – Die falsche Entscheidung); tévéfilm; Max Klausmann
- 1999: Az orvlövész (Straight Shooter); Volker Bretz  - - -- Dennis Hopper-rel
- 1999: Total Recall – Az emlékmás; tévésorozat; Franco Kasten detektív
- 1999: Zöld sivatag (Grüne Wüste); Simon
- 1999: A gyújtogató (Der Feuerteufel – Flammen des Todes); tévéfilm; Peter Bender
- 2000: Marlene; Carl Seidlitz
- 2000: A sivatag kincse (I guardiani del cielo); tévéfilm; Léon
- 2001: Az alagút (Der Tunnel); Harry Melchior
- 2001: A sirály nevetése (Mávahlátur); Björn Theódór
- 2002: Nachts im Park; Steffen Hennings
- 2002: Napóleon (Napoélon); tévé-minisorozat; Armand de Caulaincourt márki
- 2002: Hóhatár – A félelem felpörget (Extreme Ops); Mark
- 2002: Julius Caesar; kétrészes tévéfilm; Vercingetorix
- 2003: Der Anwalt und sein Gast; tévéfilm; Weller ügyvéd
- 2003: Csoda a mélyben (Das Wunder von Lengede); tévéfilm; Franz Wolbert
- 2003: Az oroszlán (Le lion); tévéfilm; Julien Keller
- 2004: Das Konto; tévéfilm; Dr. Michael Mühlhausen
- 2004: A bukás – Hitler utolsó napjai (Der Untergang); Albert Speer
- 2005: A szerelem keresése és meglelése (Vom Suchen und Finden der Liebe); Hermes-Aphrodite
- 2005: A három testőr visszatér (D’Artagnan et les Trois Mousquetaires); tévésorozat; Athos
- 2005: Mord am Meer; tévéfilm; Anton Glauberg
- 2005: Hunt for Justice; tévéfilm; Keller
- 2005: Légihíd – Haragos égbolt (Die Luftbrücke – Nur der Himmel war frei); tévéfilm; Philipp Turner tábornok
- 2005: Gettó (Vilniaus getas); Gens
- 2006: Auf ewig und einen Tag; tévéfilm; Jan Ottmann
- 2006: Die Mauer – Berlin ’61; tévéfilm, Hans Kuhlke
- 2007: Trója – Az elveszett város nyomában (Der geheimnisvolle Schatz von Troja); tévéfilm; Heinrich Schliemann
- 2007: Meine schöne Bescherung; Jan Meinhold
- 2008: Das Wunder von Berlin; tévéfilm; Jürgen Kaiser
- 2008: The Trojan Horse; tévé-minisorozat; Christian Kruse
- 2008: A Baader-Meinhof csoport (Der Baader Meinhof Komplex); nyomozótiszt
- 2008: Und Jimmy ging zum Regenbogen; tévéfilm; Manuel Aranda
- 2009: Emberrablás (Entführt); tévéfilm; Thomas Danner
- 2009: Krupp – Eine deutsche Familie; tévé-minisorozat; Gustav Krupp von Bohlen und Halbach
- 2009: Vízió – Hildegard von Bingen életéről (Vision – Aus dem Leben der Hildegard von Bingen); Volmar szerzetes
- 2010: Die Toten vom Schwarzwald; tévéfilm; Matthias Auerbach
- 2010: Jerry Cotton; Klaus Schmidt
- 2010: Kennedys Hirn; tévéfilm; Dr. Holloway
- 2010: Vincent és a tenger (Vincent will Meer); Robert
- 2010: Hanni és Nanni (Hanni & Nanni); George Sullivan
- 2010: Halál Isztambulban (Tod in Istanbul); tévéfilm; Mark Kleinert
- 2011: Rottmann schlägt zurück; tévéfilm; Klaus Rottmann
- 2011: Vater Mutter Mörder; tévéfilm; Tom Wesnik
- 2011: Verschollen am Kap; tévé-minisorozat; Claas Lohmann
- 2012: München 72 – Das Attentat; Dieter Waldner
- 2012: Ruhm; Ralf Tanner
- 2012: Hanni és Nanni 2. (Hanni & Nanni 2); George Sullivan
- 2012: Ein vorbildliches Ehepaar; tévéfilm; Roman Ellermann
- 2013: Az Adlon hotel (Das Adlon. Eine Familiensaga); tévé-minisorozat; Louis Adlon
- 2013: Elárult barátok (Verratene Freunde); tévéfilm; Peter Staude
- 2013: Der Clan – Die Geschichte der Familie Wagner; tévéfilm; Houston Stewart Chamberlain
- 2014: A merénylet – Szarajevó 1914 (Sarajevo); tévéfilm; Dr. Herbert Sattler
- 2014: Francia szvit (Suite Française); az őrnagy
- 2015: Mein Sohn Helen; tévéfilm, Tobias Wilke
- 2015: Unterm Radar; tévéfilm; Heinrich Buch
- 2015: Der Verlust, tévéfilm; Uli Martens
- 2016: Keine Ehe ohne Pause; tévéfilm; Max Mangold
- 2016: Ku’Damm 56; tévé-minisorozat, Dr. Jürgen Fassbender professzor
- 2016: Fritz Lang; Fritz Lang filmrendező (szerepében)
- 2016: Conni & Co.; Möller igazgató
- 2017: Conni & Co. 2 – Das Geheimnis des T-Rex; Möller polgármester
- 2017: Ein Kind wird gesucht, tévéfilm; Ingo Thiel
- 2017: Angst, tévéfilm; Randolph Tiefenthaler
- 2017: Berlini küldetés (Berlin Station); tévésorozat; Joseph Emmerich
- 2018: Ku’Damm 59; tévé-minisorozat, Dr. Jürgen Fassbender professzor
- 2018: Der Richter; tévéfilm, Dr. Joachim Glahn
- 2019: Herzkino.Märchen; tévésorozat; „Der Froschkönig” epizódban, Simeon Herzog
- 2019: Liebe verjährt nicht; tévéfilm; Piet N. Schneller
- 2019: Die Spur der Mörder; tévéfilm, Ingo Thiel
- 2020: Blöd gelaufen – Danke für den Abschied; tévéfilm; Ulf
- 2021: Liebe ist unberechenbar; tévéfilm; Leonard Damovsky professzor
- 2010–2021: Spuren des Bösen; tévésorozat; Richard Brock
- 2021: Ku’Damm 63; tévé-minisorozat, Dr. Jürgen Fassbender professzor
- 2021: Ein Mädchen wird vermisst; tévéfilm, Ingo Thiel
- 2021: Der Palast; tévésorozat, Roland Wenninger
- 2022: Die Geschichte der Menschheit – leicht gekürzt; Smith kapitány
- 2022: Wo ist meine Schwester?; tévéfilm; Ingo Thiel
- 2015–2023: Tod eines Mädchens; tévé-minisorozat; Simon Kessler
- 1995–2023: Tetthely (Tatort), tévésorozat, több szerepben
- 2023: Briefe aus dem Jenseits; tévéfilm; Ingo Thiel
- 2023: Die Saat – Tödliche Macht; tévésorozat; Max Grosz
- 2024: Tod in Mombasa; tévéfilm; Moritz Wagner
- 2024: Viktor, a mindenes (Viktor Bringt’s); tévésorozat; Richard Schauer
- 2024: Allmen; tévé-minisorozat; Johann Friedrich von Allmen
- 2024: Yvonne und der Tod; tévéfilm; Ingo Thiel
- 2025: Lillys Verschwinden; tévé-minisorozat, Robert Bischoff

## Főbb elismerései, díjai
- 1998: Bajor Filmdíj 1997: a Comedian Harmonists-beli alakításáért
- 1998: UCI Filmdíj
- 2001: Bajor Televíziós díj
- 2002: Arany kamera
- 2003: Bambi-díj
- 2006: Gemini-díj, Toronto
- 2008: Jupiter-díj
- 2010: Jelölés az Arany kamera díjra, a legjobb német férfi színész kategóriában, az  Emberrablás-beli alakításáért
- 2011: Jelölés a Német Filmdíjra, a legjobb férfi mellékszereplő kategóriában, a Vincent és a tenger-ben nyújtott alakításáért
- 2011: a ludwigshafeni Német Filmfesztivál díja, a legjobb férfi színész kategóriában, a Spuren des Bösen sorozatbeli alakításáért
- 2016: Hesseni Filmdíj az Allmen címszerepéért
- 2018: Német Televíziós Krimi-díj az Ein Kind wird gesucht című ZDF-ARTE filmdrámában nyújtott alakításáért
- 2019: Arany Kompassz-díj az Ein Kind wird gesucht-beli szerepéért.